# موراغ
موراغ ((بالألمانية: Mohrungen)، هي مدينة في شمال بولندا في مقاطعة اوسترودا في محافظة فارمينسكو-مازورسكي حوالي 60 كـم (37.28 ميل) إلى الجنوب من الحدود البولندية الروسية. وأقرب مدينة لها هي أولشتاين والتي تبعد عنها 44 كم إلى الجنوب الشرقي.

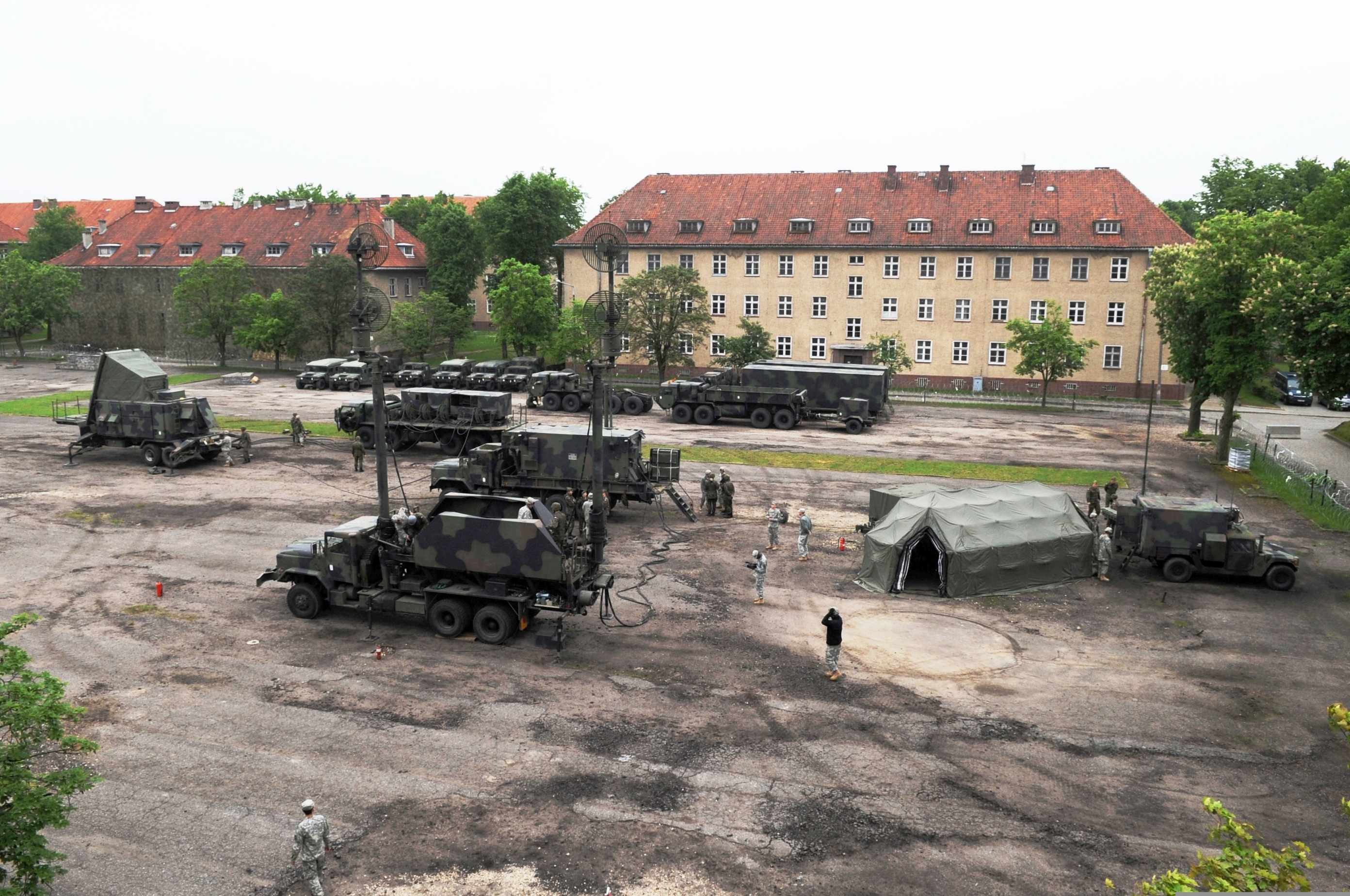
U.S. Soldiers familiarize members of the Polish military with preventive maintenance for Patriot missile systems in Morąg, June 1, 2010.

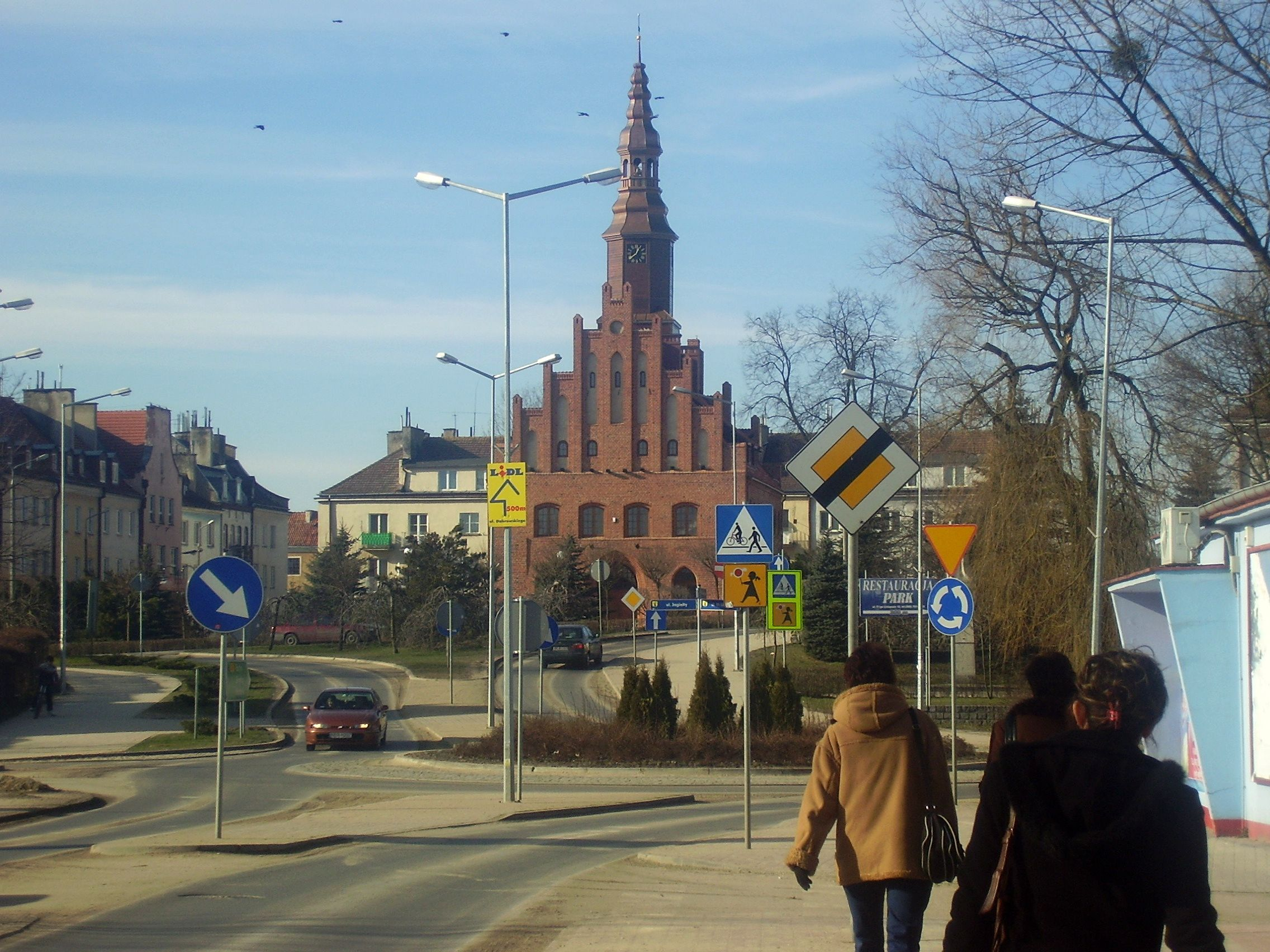
دار البلدية والساحة الرئيسية

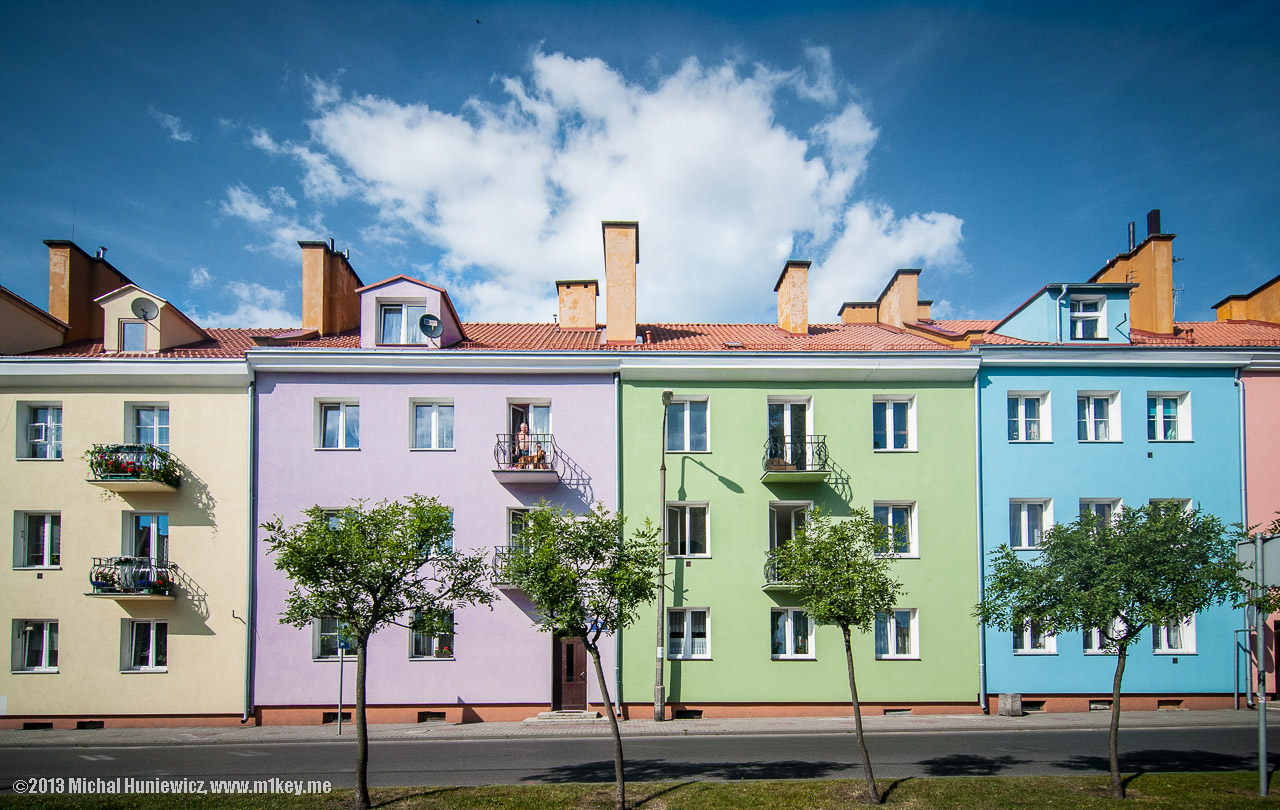
موراغ البلدة القديمة
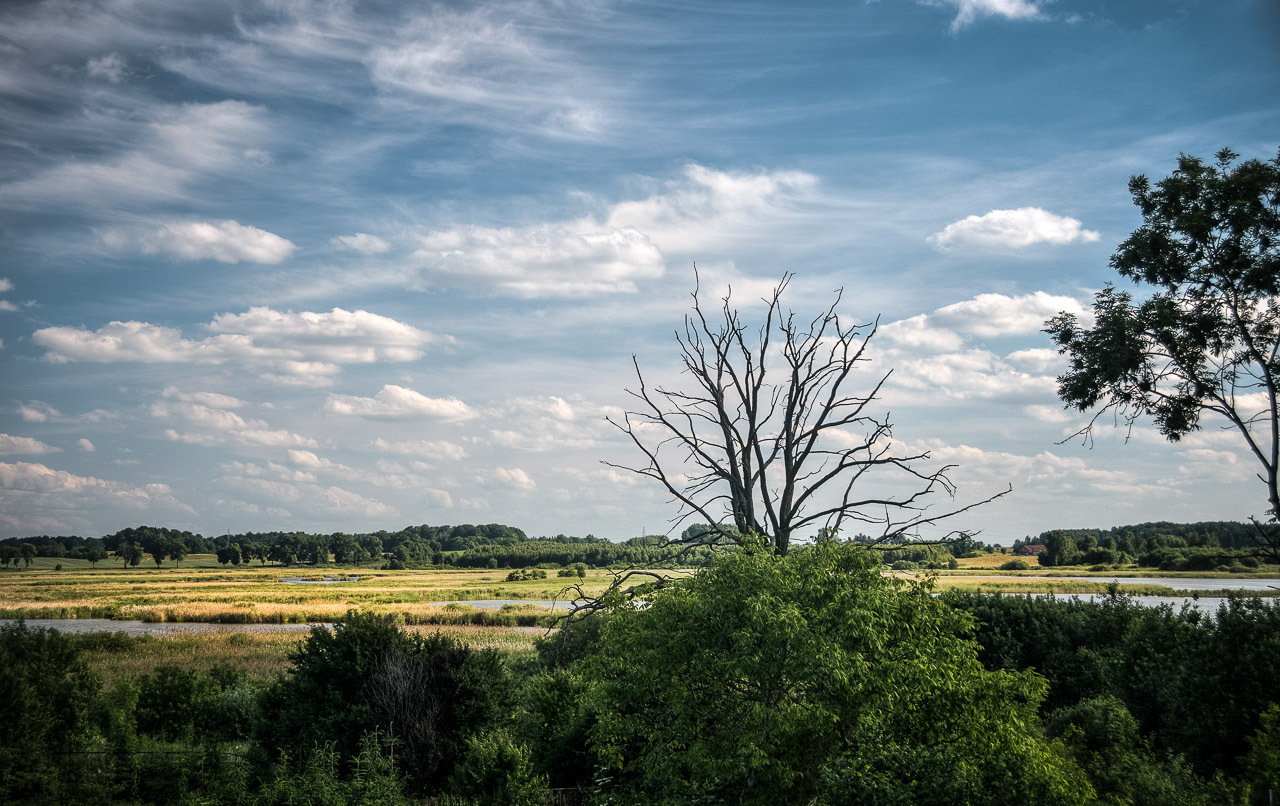
موراغ مارش
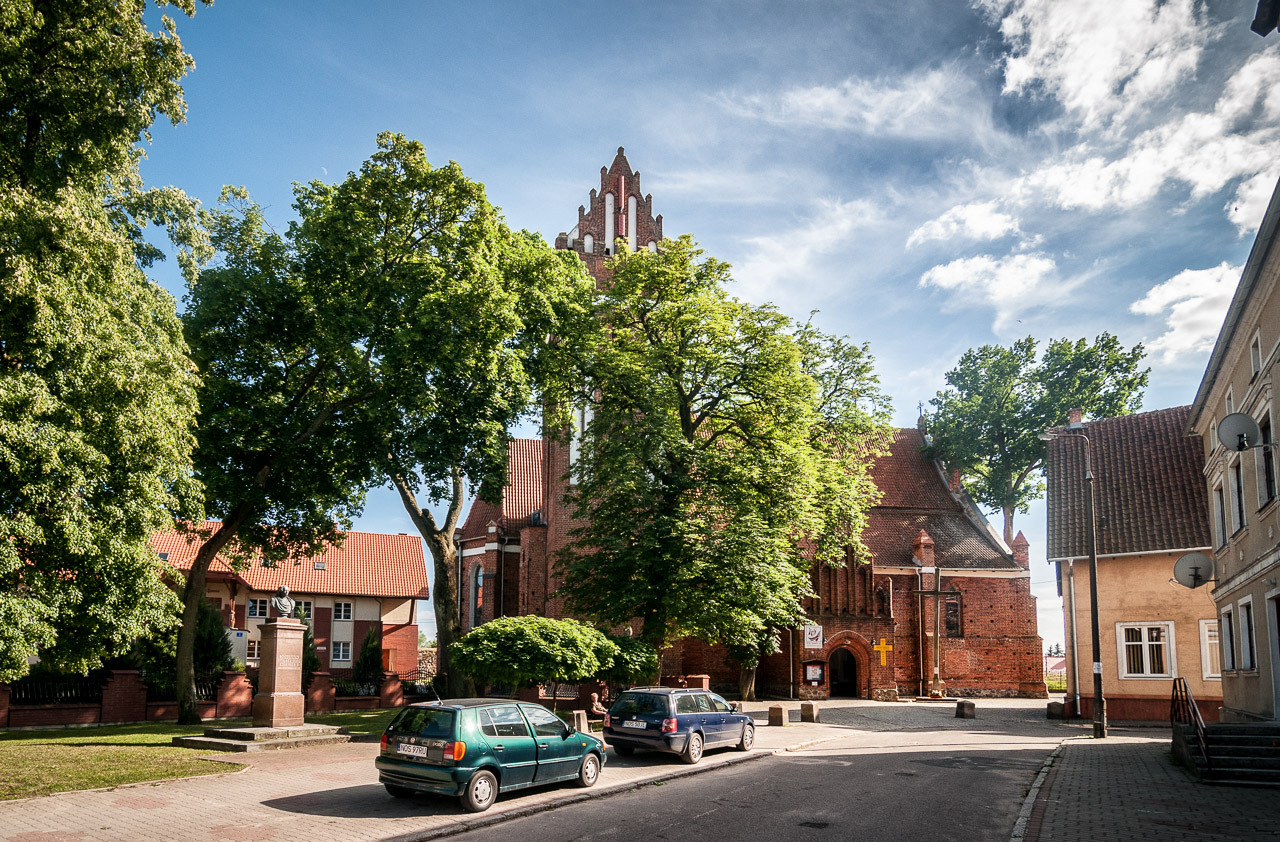
كنيسة القديس بطرس والقديس بولس، موراغ
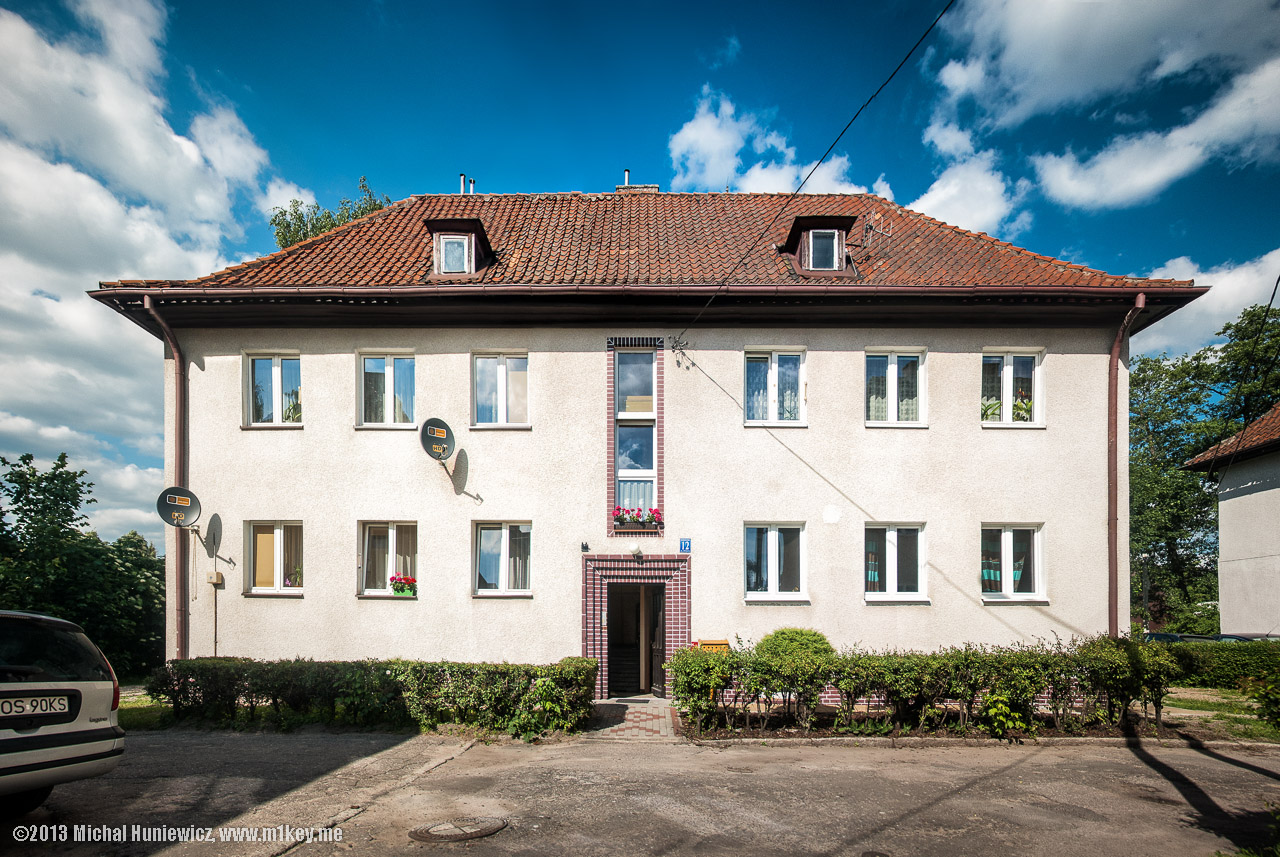
Ogrodowa Street, Morąg

## أعلام
- يوهان جوتفريد هردر
- برند هاين
- فريدريش تساندر
- أندزيه موديتش

## وصلات خارجية
- موقع البلدية (بالبولندية)